# Оперний театр Копенгагена
Оперний театр Копенгагена (дан. Operaen på Holmen) — національний оперний театр Данії. Перебуває у віданні Королівського театру Данії, і є одним з новітніх і найдорожчих оперних театрів в світі. 
Театр відкрився 15 січня 2005 р прем'єрою опери «Валькірія» Ріхарда Вагенр; партію Зігмунда виконав Пласідо Домінго.  Його будівництво обійшлося в  більш ніж 500 млн доларів США. 
Театр розташований на острові Хольмен в центрі Копенгагена навпроти палацу Амалієнборг і Мармурової церкви. 
Будівлю театру було віддано в дар державі фондом A.P. Møller og Hustru Chastine Mc-Kinney Møllers Fond til almene Formaal, заснованим власником компанії A.P. Moller-Maersk Group. Деякі політики були проти приватного пожертвування, так як вся вартість будівництва віднімалася з податків, що фактично означало оплату зведення театру самою державою. Однак, проєкт був схвалений парламентом, і будівництво почалося в червні 2001 року, а закінчилося 1 жовтня 2004 року. Оперний театр був урочисто відкритий 15 січня 2005 року. Спроєктований театр відомим данським архітектором Хеннінг Ларсеном. 
Загальна площа будівлі опери становить бл. 41 тис. М² - 14 поверхів, п'ять з яких розміщені під землею. Площа двох сцен і фоє становить 7000 м², а площа підземних приміщень - 12 тис. М². Зал перед Великою сценою (Store Scene) вміщує від 1492 до 1703 глядачів в залежності від розмірів оркестрової ями, в якій міститься до 110 музикантів. Глядацький зал розділений на партер і три балкона. Другий зал для глядачів Таккеллофтет (Takkelloftet) може вміщати до 180 глядачів. У фоє оперного театру розташовані кафе і ресторан. З фоє театру відкриваються чудові панорамні види на Копенгаген.  У театрі є близько тисячі підсобних приміщень. 
Площа перед оперою охоплює 5500 м² і вимощена гранітом. Для обробки будівлі використовувався південнонімецькі кальцит, сицилійський мармур, білий клен і 24-каратне листове золото. Дерев'яне оздоблення виконано з клена, підлоги викладені дорогими дубовими панелями. Головна сцена залу виконана в чорно-помаранчевих тонах. 
Окремими витратами при будівництві театру стало освітлення. Всі люстри, що використовуються в національному оперному театрі є витвором мистецтва. Їх створив відомий дансько-ісландський художник Олафур Еліассон.